# Klinolisty
Klinolisty (Sphenophyllales) – wymarły rząd skrzypów, żyjących od końca dewonu do permu. Swój rozkwit osiągnęły w późnym karbonie, stanowiąc ważny składnik niskiej roślinności bagnisk węglotwórczych. Prawdopodobnie były pnączami.

## Charakterystyka
Klinolisty miały łodygi podzielone na międzywęźla. W węzłach wyrastały okółkowo ułożone klinowate listki o dychotomicznym unerwieniu i różnie wykształconej blaszce liściowej. Na końcach łodyg znajdowały się duże kłosy zarodniowe (strobile). Wiązki przewodzące miały trójkątny przekrój poprzeczny.